# Ares Aeroespacial e Defesa
A Ares Aeroespacial e Defensa é uma empresa brasileira de armamentos que opera desde 2010 como subsidiária da empresa israelense de defesa Elbit Systems Ltd.
O site da Ares afirma que ela “concentra suas atividades no planejamento, projeto, desenvolvimento, fabricação, integração, manutenção e comercialização de produtos em três linhas principais de negócios: Estações de Armas, Sistemas Navais, Ópticos e Eletro-Ópticos”.
Em 2017, a Ares Aeroespacial e Defesa assinou um contrato de US$ 100 milhões para fornecer às Forças Armadas Brasileiras sistemas de armas controlados remotamente (RCWS). De acordo com a Defense Update, "o RCWS, denominado REMAX, será fornecido ao longo de um período de cinco anos" e "será usado em veículos blindados e veículos de logística utilizados em combate para transporte de tropas, patrulha de fronteira e missões de manutenção da paz".
Bezhalel Machlis, presidente e CEO da Elbit Systems, disse: "O Brasil é um mercado muito importante para a Elbit Systems e estamos satisfeitos por termos recebido um contrato de acompanhamento para o fornecimento de Remax para o Exército Brasileiro."
Em 2018, a Ares instalou um sistema de vigilância eletro-óptica infravermelha Atena na fragata Defensora da Marinha do Brasil, classe Niterói. O Naval.com.br observou que o trabalho "poderia levar à instalação do sistema nas outras fragatas Niterói (F40), Constituição (F42), Liberal (F43), Independência (F44) e União (F45)".